# Minśka
Minśka (ukr. Мінська) – jedna ze stacji kijowskiego metra na linii Obołonśko-Teremkiwśkiej. Została otwarta 6 listopada 1982. 
Znajduje się w rejonie obołońskim, a jej nazwa pochodzi od dawnej nazwy rejonu (rejon miński).
Stacja znajduje się płytko pod ziemią i jest pierwszą stacją metra w Kijowie ze sklepieniem wykonanym bez wsparcia kolumn. Wzdłuż torów, na suficie, a nad wejściem do hali stacji znajduje się kolorowy motyw, przedstawiający kwiaty. Stacja dostępna jest przez tunele pasażerskie, jeden wiodący do prospektu Obołońskiego, a drugi do ulicy Marszala Tymoszenko.
W internetowym głosowaniu wyłoniono propozycje nowej nazwy, zgodnie z którą stacja ma zostać przemianowana na Warszawską.